# 紅葉山公園 (中野区)
紅葉山公園（もみじやまこうえん）は、東京都中野区中野にある区立公園である。

## 概要
当公園は中野区による東京百年記念事業の一環として造られた公園で、1970年（昭和45年）3月3日に開園した。大正期には一帯が私人の所有地で、高台に紅葉が多く植えられていたことから、通称「紅葉山」（もみじ山）と呼ばれていたのがそのまま公園名として採用された（この名称は、「もみじ山通り」のように、現在でも公園付近の通称として使われることがある）。
戦後中野区が取得し、跡地は公園のほか公会堂や図書館（いずれも、現在はもみじ山文化センター〈通称：なかのZERO〉になっている）になった。紅葉山公園にはモミジやシイといった樹木、遊具、池などが造られた。その後も整備され、現在では隣接するなかのZEROの方向に滝（画像）が見られるほか、一角に蒸気機関車C11 368が静態保存されている。同機は1972年（昭和47年）まで国鉄石巻線で使われていたものである（内部への立ち入りはできない）。
近隣の住民や、隣接するなかのZEROを利用する人たちの憩いの場となっている。
面積：5,488 m2

## 近隣施設
- もみじ山文化センター（なかのZERO）
- 中野区立第九中学校

## アクセスなど
- 中野駅南口より徒歩8分。
- 常時開園。入場無料。